# Abbécourt
Abbécourt település Franciaországban, Aisne megyében. Lakosainak száma 513 fő (2022. január 1.). Abbécourt Bichancourt, Chauny, Manicamp, Marest-Dampcourt, Neuflieux és Ognes községekkel határos.

## Népesség
A település népességének változása:
| Lakosok száma | 512  | 471  | 467  | 474  | 525  | 497  | 498  | 502  | 505  | 513  |
|               | 1968 | 1982 | 1990 | 2006 | 2013 | 2015 | 2017 | 2019 | 2020 | 2022 |